# Marco Servilio Fabiano Máximo
Marco Servilio Fabiano Máximo (en latín: Marcus Servilius Fabianus Maximus) fue un senador romano, que estuvo activo durante los reinados de Antonino Pío y Marco Aurelio. Fue cónsul sufecto en un nundinium a mediados de 158 con Quinto Jalio Baso como compañero.
Nativo del norte de África, Máximo era el hermano menor de Marco Servilio Silano cónsul sufecto en 152, y pariente de Quinto Servilio Pudente, cuñado del emperador Lucio Vero.

## Carrera
Su cursus honorum se conoce parcialmente por una inscripción colocada en Roma. Su primer cargo registrado fue quattuorviri viarum curandarum, una de las magistraturas que comprendían los vigintiviri; la membresía en una de estas cuatro juntas era un primer paso preliminar y requerido para poder ingresar al Senado romano. A esto le siguió su comisión como tribuno militar con la Legio I Minervia, estacionada en Bonna (actual Bonn), en Germania Inferior. Máximo regresó a Roma donde fue elegido cuestor, al que sirvió en la ciudad de Roma; al terminar esta tradicional magistratura republicana sería inscrito en el Senado. Después de esto, se desempeñó como ab actis Senatus, o registrador del Acta Senatus. Siguieron dos más de las magistraturas republicanas tradicionales: el edil curul y el pretor.
Después de dejar el cargo de pretor, Máximo fue seleccionado para servir como legatus o adjunto al gobernador proconsular de Asia; Géza Alföldy fecha su cargo alrededor del año 146. A esto le siguió una serie de nombramientos imperiales. Primero fue conservador de la Vía Valeria; Alföldy fecha su nombramiento a esta curaduría entre los años 147 y 150. Entonces Máximo fue comisionado legatus legionis o comandante de la Legio III Gallica, que estaba estacionada en Siria. Alföldy fecha su mandato como comandante alrededor del año 150 al 153. Tras regresar a Roma, fue nombrado prefectus aerarum Saturninus, que Alföldy data entre los años 153 y 156. Le siguió su consulado.
La parte consular de Máximo incluyó tres nombramientos. Primero fue curator aedium sacrarum, o supervisor de templos, que Alföldy data alrededor del año 160. Su siguiente nombramiento fue como gobernador de Moesia Superior, que Alföldy data del año 161 al 162. En ese año posterior, Marco Jalio Baso se convirtió en comes o miembro del círculo interno de asesores del emperador Marco Aurelio durante la Guerra de los Partos, y Máximo fue designado para reemplazarlo como gobernador de Moesia Inferior; según Alföldy, ocupó este cargo hasta el año 166.
La vida de Máximo está en blanco después de dejar el segundo cargo de gobernador.